# Grimpoteuthis bathynectes
Grimpoteuthis bathynectes är en bläckfiskart som beskrevs av Voss och Pearcy 1990. Grimpoteuthis bathynectes ingår i släktet Grimpoteuthis och familjen Opisthoteuthidae. Inga underarter finns listade i Catalogue of Life.